# Nymphomaniac
Nymphomaniac (reso graficamente Nymph()maniac) è un film del 2013 scritto e diretto da Lars von Trier, composto da due volumi.

## Trama
Joe viene trovata sanguinante e semisvenuta in un vicolo da Seligman, un pensionato dalla vita tranquilla, che decide di portarla a casa propria e di curarla. Joe decide di raccontargli tutta la sua vita, fortemente segnata da un ipererotismo, che ne ha dominato quasi tutti i tempi e gli spazi, complicando e danneggiando i rapporti sociali, familiari, affettivi e lavorativi. La storia viene narrata con una serie di flashback, non sempre in ordine cronologico, suddivisi in otto capitoli. Vista la lunghezza (circa 4 ore) la narrazione è stata suddivisa in due film (Nymphomaniac vol. 1 e Nymphomaniac vol. 2), il primo contiene i primi cinque capitoli: 
1. The Complete Angler
2. Jerôme
3. Mrs. H
4. Delirium
5. The Little Organ School

mentre il secondo contiene gli ultimi tre e l'epilogo:
1. The Eastern and the Western Church (The Silent Duck)
2. The Mirror
3. The Gun

### Capitolo 1: The Complete Angler(Il pescatore perfetto)
In questo primo capitolo Joe parla della sua infanzia e dell'amicizia con B (Betty), con la quale scopre il sesso, rendendosi conto ben presto di essere una ninfomane. Vengono delineati anche i rapporti che Joe ha coi genitori: odio verso l'insensibile madre e amore sconfinato per il padre, un medico amante della natura, che insegnerà alla bambina l'amore per le piante, amore che l'accompagnerà per tutta la vita e in cui Joe si rifugerà nei momenti di sconforto e dolore. A 15 anni, Joe decide di perdere la verginità, rivolgendosi a Jerôme, che conosce appena, ma che le pare adatto allo scopo.
La sequenza principale del capitolo è però quella della 'pesca' di uomini, con premio un pacchetto di cioccolatini. Joe e B, ormai diciassettenni, salgono su un treno con l'obiettivo di fare a gara a chi riuscirà ad avere il maggior numero di rapporti sessuali con uomini diversi, prima che il treno giunga a destinazione. Il titolo del capitolo deriva dal parallelismo che Seligman mette in risalto fra le tecniche che le due ragazzine hanno messo in atto sul treno, e quelle della pesca, attività in cui Seligman dimostra di essere un maestro.

### Capitolo 2: Jerôme
Joe, ormai maggiorenne, trova lavoro come segretaria e scopre che il suo datore di lavoro è Jerôme, il ragazzo con il quale lei perse la verginità. In breve tra i due inizia una relazione nella quale lei non si concede mai a lui, che però, per Joe si trasforma in amore, anche se non ha il coraggio di confessarglielo. Quando deciderà di scrivere una lettera per dichiarare ciò che non riesce ad esprimere a parole, scoprirà che Jerôme si è sposato ed è fuggito con la segretaria.

### Capitolo 3: Mrs. H(La signora H)
Joe, liberando la propria ipersessualità, inizia ad avere molti rapporti sessuali giornalieri con decine di uomini, il che comporta dei problemi logistici per gestire il via-vai di amanti. H, sposato con figli, s'innamora di Joe e le chiede di andare a vivere con lui, ma Joe rifiuta ostinatamente e, per l'imminente arrivo di un altro uomo, lo manda fuori di casa usando come scusa il suo stato familiare di padre sposato. Dopo mezz'ora però H torna da lei, comunicando a Joe di aver lasciato la famiglia; Joe si accorge che sulle scale ci sono i tre figli e la moglie di H. La donna accetta con estrema riluttanza la decisione del marito con un isterico soliloquio, interrotto solo brevemente dall'arrivo dell'uomo che Joe stava attendendo, e dando vita a una situazione alquanto grottesca.

### Capitolo 4: Delirium(Delirio)
Questo quarto capitolo è girato interamente in bianco e nero e racconta la morte del padre di Joe, che avviene per Delirium tremens, malattia della quale è morto anche Edgar Allan Poe, scrittore che viene menzionato e citato più volte all'interno del capitolo.

### Capitolo 5: The Little Organ School(La scuola di organo)
Questo quinto capitolo prende il titolo da un volume di Bach, l'Orgelbüchlein. L'attività sessuale di Joe viene accostata alla polifonia. Nel corso del capitolo Joe isola, tra i tanti rapporti che intrattiene, quelli con tre uomini, F, G e Jerôme, visti come le tre parti principali di una composizione polifonica, in cui ogni voce è indipendente dalle altre, ma tutte insieme danno luogo ad una composizione completa.
Joe, nel parco dove va spesso per ritrovare un po' di pace e rilassatezza dalla sua vita disordinata e sostanzialmente infelice, incontra nuovamente Jerôme e i due vanno a vivere insieme: Joe riesce a ritrovare forse l'unica persona della quale è stata innamorata, e insieme a lui inizia una nuova vita, sempre segnata però dalle sue esigenze sessuali. Durante uno dei rapporti sessuali con Jerôme, la ragazza scopre di non riuscire ad arrivare più all'orgasmo, episodio per lei estremamente drammatico e su cui si chiude il primo volume di Nymphomaniac.

### Capitolo 6: The Eastern and the Western Church (The Silent Duck)(La Chiesa d'Oriente e d'Occidente (L'anatra silenziosa))
Il titolo del capitolo deriva dall'asserzione di Seligman secondo cui la Chiesa cattolica sarebbe la chiesa del dolore. Il simbolo più utilizzato nell'iconografia, infatti, è il crocifisso, mentre in quella ortodossa l'immagine che più appare è quella della Vergine col figlio. La chiesa ortodossa sarebbe quindi la chiesa della felicità. Joe vede in ciò un parallelo con la propria vita. Joe e Jerôme hanno infatti dato vita a un ménage più tradizionale, divenendo genitori di un figlio, Marcel, ma l'insaziabile fame di sesso di lei, aumentata dalla necessità (sempre frustrata) di arrivare all'orgasmo, spossa Jerôme, che non riesce a sopportare i ritmi sessuali imposti dalla compagna e le propone quindi di ritornare ad avere rapporti sessuali con altri uomini. Joe accetta la proposta.
Dopo circa tre anni, Joe scopre un altro lato della sessualità, il sadomasochismo, grazie a K, che pur con modi estremamente educati, sottopone le sue schiave a torture particolarmente dolorose e brutali. A Joe questa cosa inizia a piacere sempre di più, tanto da trascurare la famiglia e il figlio per recarsi da K ad ogni ora in cui lui glielo ordini. Jerôme decide di abbandonare Joe portandosi via Marcel, che dà in affidamento a una famiglia. Joe, rimasta sola, ricomincia a sfogare la propria libidine, ma si rende conto che il suo corpo (in particolare gli organi sessuali) comincia a non farcela più, soffrendo di frequenti emorragie clitoridee.

### Capitolo 7: The Mirror(Lo specchio)
In questo capitolo Joe, che oltre a quelli fisici ha problemi anche sul lavoro per le voci che ormai girano sul suo stile di vita, dopo aver sostenuto da sola un aborto in casa senza alcuna anestesia né assistenza, decide di frequentare un corso di riabilitazione per "sessodipendenti", che tenta di seguire per tre settimane, per poi ribellarsi e abbandonare il corso e il lavoro.

### Capitolo 8: The Gun(La pistola)
Questo capitolo conclusivo copre l'ultima quindicina d'anni della vita di Joe. Rimasta ormai senza lavoro per la sua ninfomania ormai nota in pubblico, Joe si rivolge ad L, un uomo che le propone di iniziare una nuova attività di "recupero crediti", anche perché conosce e comprende molto bene l'universo maschile. I vari compiti che L affida a Joe vengono svolti al meglio, ma è necessario che Joe riesca a trovare qualcuno che la possa sostituire quando lei sarà troppo anziana. La persona che la sostituirà sarà P, una ragazza quindicenne con un difetto fisico e una bassa autostima, figlia di criminali. Joe inizia a prendersi cura di P affezionandosi come a una figlia, insegnandole i trucchi del mestiere e insieme iniziando a svolgere le attività commissionate da L. Parallelamente fra di loro nascerà un rapporto sentimentale, toccando l'ultimo aspetto della sessualità che Joe non aveva ancora provato: l'omosessualità.
L'ultimo incarico che L. affida loro è di andare a riscuotere i debiti di un certo sig. Morris, che Joe scopre essere Jerôme. Non sentendosela di affrontare l'uomo, affida l'incarico a P, chiedendole di non usare la forza. P propone a Jerôme un piano di rimborso della durata di sei mesi, sfruttando quei mesi per instaurare un rapporto amoroso con lui. Quando Joe lo scopre cerca di uccidere Jerôme con la pistola di P, ma il colpo non parte perché Joe, inesperta, non ha armato l'arma. Jerôme pesta a sangue Joe lasciandola a terra rantolante, fa l'amore con P inscenando una parodia della sua prima volta, e P a sua volta umilia l'ex-amica urinandole addosso mentre è ancora a terra. Tutta la scena si svolge nel vicolo in cui Joe è rimasta a terra, dove verrà soccorsa da Seligman.
La storia di Joe è così conclusa. Joe è soddisfatta di aver potuto raccontare la sua storia a Seligman, il quale l'ha attentamente ascoltata e capita, e dichiara che, forse per la prima volta, ha incontrato un uomo che le è amico. Si addormenta, per una volta felice. Ma dopo poco si risveglia di colpo, notando Seligman nudo nella stanza che cerca di fare sesso con lei. Joe, ormai edotta su come farla funzionare, prende la pistola, spara ad un perplesso Seligman e lo uccide, per poi fuggire.

## Produzione

### Pre-produzione
Il film è stato realizzato con un budget di 4.700.000 dollari.
Peter Aalbæk Jensen ha detto, parlando del film: "Stiamo facendo due film. È un grande progetto. Spero che il film sia pronto per il Festival di Cannes dell'anno prossimo (riferendosi all'edizione del 2013). Vogliamo girare e montare entrambi i film contemporaneamente, in modo tale che siano pronti allo stesso momento." Ha anche specificato che ci saranno due versioni del film: una esplicita e una "soft".
Shia LaBeouf ha detto nell'agosto 2012: "Il film è quello che pensi che sia. Lars Von Trier sta facendo un film su quello che fa. Un avvertimento all'inizio della sceneggiatura dice che tutto quello che sarà fatto nel film sarà fatto per davvero. Gli atti illegali saranno filmati in maniera sfocata. Von Trier è pericoloso. Mi fa paura. E sto andando al lavoro adesso, ma sono spaventato."

### Riprese
Le riprese sono durate dal 28 agosto al 9 novembre 2012. Il film è stato girato a Colonia e Hilden, in Germania e in Belgio.

### Montaggio
Il montaggio è stato curato da Molly Marlene Stensgaard, che ha già montato Melancholia. Il montaggio è durato dall'inverno del 2012 (dopo la fine delle riprese) fino all'estate del 2013. Von Trier non ha lavorato direttamente nel montaggio della versione corta. "Per lui era importante non essere confuso... È importante avere una visione chiara di entrambe le versioni. Non stiamo facendo uscire nei cinema nulla che non abbia visto e che non abbia approvato Von Trier", ha dichiarato la Vesth.
La produttrice ha detto: "A mio parere Nymphomaniac è il suo 'capolavoro'. In quel film si parla di tante cose che stanno succedendo al mondo, alle persone, alla sessualità, alle relazioni, alla religione, all'arte e alla musica, alla natura e alla civiltà. Per me è il lavoro che racchiude tutti i suoi precedenti film, e gli attori sono fantastici!", ha concluso Louise Vesth.

## Colonna sonora
Il 27 giugno 2014 è stato pubblicato un album contenente sette tracce con un mix di brani di musica classica e rock utilizzati nel film.

### Tracce
1. Prologue part I – Kristian Eidnes Andersen
2. Führe mich – dall'album Liebe ist für alle da (2009) dei Rammstein
3. Sonata in La maggiore, per violino e pianoforte arrangiata per violoncello di César Franck – Henrik Dam Thomsen e Ulrich Staerk
4. Suite per Orchestra Jazz n. 2 di Dmitrij Dmitrievič Šostakovič – Russian State Symphony Orchestra
5. Preludio corale dall'Orgelbüchlein di Johann Sebastian Bach – Mads Høck
6. Prologue part II – Kristian Eidnes Andersen
7. Hey Joe – Charlotte Gainsbourg

### Brani non inclusi nell'album
1. Valzer dalla Jazz Suite n. 2 di Dmitri Dmitrievič Šostakovič  – Rundfunk-Sinfonieorchester Berlin
2. Born to Be Wild – Steppenwolf
3. Il cigno da Il carnevale degli animali di Camille Saint-Saëns – Slovak Radio Symphony Orchestra
4. Missa Hodie Christus natus est: I. Kyrie di Giovanni Pierluigi da Palestrina – Schola Cantorum of Oxford
5. Verwandlungsmusik da L'oro del Reno di Richard Wagner – Staatsorchester Stuttgart
6. Per Elisa di Ludwig van Beethoven – Balázs Szokolay
7. Lascia ch'io pianga di Georg Friedrich Händel – Tuva Semmingsen & Barokksolistene
8. Introitus: Requiem aeternam dalla Messa da Requiem in re minore di Wolfgang Amadeus Mozart – Slovak Philharmonic
9. Burning Down the House (live) – Talking Heads

## Promozione
Il 22 novembre 2013 è uscito il trailer del film, che però è stato subito cancellato da YouTube per contenuti troppo espliciti. La versione integrale, della durata di 1'55'' è disponibile su Vimeo, mentre su YouTube è presente una versione di 1'15''.

## Distribuzione
Per promuovere il film, sono state pubblicate quattordici locandine che ritraggono gli attori protagonisti all'apice di un orgasmo.
In Italia tutti e due i volumi sono stati distribuiti dalla Good Films e hanno avuto censure diverse in quanto revisionati: il primo volume è stato vietato ai minori di 14 anni per le numerose scene di sesso esplicito, mentre il secondo volume è stato vietato ai minori di 18 anni perché molto più violento del primo.

## Le due versioni
Louise Vesth, produttrice della casa di produzione Zentropa, ha confermato in un'intervista che Nymphomaniac uscirà in due versioni. "Lars mi ha detto di essere felice di poter fare due versioni, ma è ben conscio del fatto che la versione più lunga avrà problemi di distribuzione. Lui ci tiene molto al fatto che il suo film possa essere visto in diversi territori", ha spiegato la Vesth. "Abbiamo fatto così per fare in modo che entrambe le versioni potessero essere viste dal pubblico, ma è chiaro che quando fai un film molto esplicito riduci le possibilità che esso venga distribuito".
La prima versione, di 4 ore, è uscita in Danimarca il 25 dicembre del 2013. Negli altri paesi è uscita nel mese di aprile del 2014. In Italia il volume 1 è uscito il 3 aprile, mentre il volume 2 il 24 aprile 2014. La seconda versione più lunga, più esplicita, durerà 5 ore e mezza e verrà lanciata molti mesi dopo.
Entrambe le versioni saranno divise in due parti: la prima versione (della durata di 4 ore) è uscita in due parti da 2 ore, la seconda versione (della durata di 5 ore e mezza) uscirà in due parti, rispettivamente da 2 ore e mezza e da 3 ore. "La versione corta andrà per prima nei cinema così la potrà vedere il mondo intero, successivamente vedremo di preparare la versione lunga per la distribuzione. Non sappiamo però quando verrà distribuita la versione lunga; sarà probabilmente nel tardo 2014", ha detto la Vesth. La versione corta è stata montata in maniera tale da evitare inquadrature troppo esplicite, benché comunque adatta a un pubblico adulto. "Ci sarà molto sesso e molta nudità nella versione corta", ha specificato la Vesth.

## Accoglienza
Il film ha ricevuto giudizi generalmente positivi da parte della critica statunitense. Ottiene una votazione del 76% da parte dei critici e del 69% da parte degli spettatori sul sito Rotten Tomatoes, mentre sul sito Metacritic registra un voto medio di 64/100. Su Coming Soon viene accolto molto positivamente: il primo volume raggiunge una media 3,9/5, mentre il secondo 3,78/5.

## Citazioni e omaggi
- Nel capitolo 6, quando Marcel esce dalla sua culla per dirigersi verso la finestra, come colonna sonora vi è l'aria Lascia ch'io pianga, chiara autocitazione del film Antichrist, il primo film della trilogia (di cui fa parte anche Melancholia), nel cui prologo vi è proprio il figlio della coppia protagonista che cade da una finestra dopo essere uscito dalla sua culla.
- Nel capitolo The Gun, possiamo vedere Joe immersa nei suoi ricordi vicina ad un albero mentre l'inquadratura si allarga. Questa è una chiara citazione di una famosa scena di Via col vento.[senza fonte]

## Parodia
- Il film è stato parodiato nel 2013-14 dal progetto multimediale Umberto Baccolo's (n)INFOmaniac[12][13][14] ideato e coordinato dal regista Umberto Baccolo e presentato fuori concorso al Berlin Porn Film Festival[15] il 24 ottobre 2014, composto da tre video per YouTube, un album musicale di musica elettronica (di autori vari noti nella scena underground) pubblicato su Soundcloud e da una serie di disegni ad opera di una cinquantina di fumettisti o street artists di prestigio (tra i quali Danijel Zezelj, Shintaro Kago, Mike Diana, Dottor Pira, Alberto Corradi, ZUZU, Maurizio Ercole e AkaB) e di foto, raccolti poi per i 5 anni del progetto in un libro autoprodotto con prefazione di AkaB presentato in occasione del Lucca Comics 2018, dopo mostre in diverse città (Berlino dove nacque il progetto, Torino, Pescara).

## Riconoscimenti
- 2014 - European Film Award
  - Candidatura per il miglior film
  - Candidatura per la migliore attrice a Charlotte Gainsbourg
  - Candidatura per il migliore attore a Stellan Skarsgård
  - Candidatura per il premio del pubblico